# Beauty and the Beast (nhạc phim 2017)

## Danh sách
Tất cả nhạc phẩm được soạn bởi Alan Menken. Những bài hát trong phiên bản hoạt hình năm 1991 được viết bởi Menken và Howard Ashman. Phần lời của bài hát được viết bởi Tim Rice.
| STT              | Nhan đề                                       | Người thể hiện                                                                                       | Thời lượng |
| ---------------- | --------------------------------------------- | --- | ---------- |
| 1.               | "Overture" (Score)                            | Alan Menken                                                                                          | 3:05       |
| 2.               | "Main Title: Prologue Pt. 1"                  | Hattie Morahan (narration)                                                                           | 0:42       |
| 3.               | "Aria"                                        | Audra McDonald                                                                                       | 1:02       |
| 4.               | "Main Title: Prologue Pt. 2"                  | Hattie Morahan (narration)                                                                           | 2:21       |
| 5.               | "Belle"                                       | Emma Watson, Luke Evans, Ensemble                                                                    | 5:33       |
| 6.               | "How Does a Moment Last Forever (Music Box)"  | Kevin Kline                                                                                          | 1:03       |
| 7.               | "Belle (Reprise)"                             | Watson                                                                                               | 1:15       |
| 8.               | "Gaston"                                      | Evans, Josh Gad, Ensemble                                                                            | 4:25       |
| 9.               | "Be Our Guest"                                | Ewan McGregor, Emma Thompson, Gugu Mbatha-Raw và Ian McKellen                                        | 4:48       |
| 10.              | "Days in the Sun"                             | Adam Mitchell, Stanley Tucci, McGregor, Mbatha-Raw, Thompson, McDonald, Watson, McKellen, Clive Rowe | 2:40       |
| 11.              | "Something There"                             | Watson, Dan Stevens, Thompson, Nathan Mack, McKellen, McGregor, Mbatha-Raw                           | 2:54       |
| 12.              | "How Does a Moment Last Forever (Montmartre)" | Watson                                                                                               | 1:55       |
| 13.              | "Beauty and the Beast"                        | Thompson                                                                                             | 3:19       |
| 14.              | "Evermore"                                    | Stevens                                                                                              | 3:14       |
| 15.              | "The Mob Song"                                | Evans, Gad, Ensemble, Thompson, McKellen, Tucci, Mack, Mbatha-Raw, McGregor                          | 2:28       |
| 16.              | "Beauty and the Beast (Finale)"               | McDonald, Thompson, Ensemble                                                                         | 2:14       |
| 17.              | "How Does a Moment Last Forever"              | Celine Dion                                                                                          | 3:37       |
| 18.              | "Beauty and the Beast"                        | Ariana Grande & John Legend                                                                          | 3:47       |
| 19.              | "Evermore"                                    | Josh Groban                                                                                          | 3:09       |
| Tổng thời lượng: | Tổng thời lượng:                              | Tổng thời lượng:                                                                                     | 53:31      |

| Deluxe edition – Disc one (Bonus Tracks) | Deluxe edition – Disc one (Bonus Tracks) | Deluxe edition – Disc one (Bonus Tracks) | Deluxe edition – Disc one (Bonus Tracks) |
| STT                                      | Nhan đề                                  | Người thể hiện                           | Thời lượng                               |
| ---------------------------------------- | ---------------------------------------- | ---------------------------------------- | ---------------------------------------- |
| 20.                                      | "Aria" (Demo)                            | Menken                                   | 0:36                                     |
| 21.                                      | "How Does a Moment Last Forever" (Demo)  | Menken                                   | 0:59                                     |
| 22.                                      | "Days in the Sun" (Demo)                 | Menken                                   | 3:30                                     |
| 23.                                      | "How Does a Moment Last Forever" (Demo)  | Menken                                   | 1:21                                     |
| 24.                                      | "Evermore" (Demo)                        | Menken                                   | 2:55                                     |
| Tổng thời lượng:                         | Tổng thời lượng:                         | Tổng thời lượng:                         | 62:52                                    |

| Deluxe edition – Disc two | Deluxe edition – Disc two        | Deluxe edition – Disc two | Deluxe edition – Disc two |
| STT                       | Nhan đề                          | Người thể hiện            | Thời lượng                |
| ------------------------- | -------------------------------- | ------------------------- | ------------------------- |
| 1.                        | "Main Title: Prologue" (Score)   | Menken                    | 3:01                      |
| 2.                        | "Belle Meets Gaston" (Score)     | Menken                    | 0:54                      |
| 3.                        | "Your Mother" (Score)            | Menken                    | 2:13                      |
| 4.                        | "The Laverie" (Score)            | Menken                    | 1:22                      |
| 5.                        | "Wolf Chase" (Score)             | Menken                    | 3:14                      |
| 6.                        | "Entering the Castle" (Score)    | Menken                    | 1:18                      |
| 7.                        | "A White Rose" (Score)           | Menken                    | 3:57                      |
| 8.                        | "The Beast" (Score)              | Menken                    | 4:03                      |
| 9.                        | "Meet the Staff" (Score)         | Menken                    | 1:00                      |
| 10.                       | "Home" (extended mix) (Score)    | Menken                    | 2:04                      |
| 11.                       | "Madame de Garderobe" (Score)    | Menken                    | 1:28                      |
| 12.                       | "There's a Beast" (Score)        | Menken                    | 2:02                      |
| 13.                       | "A Petal Drops" (Score)          | Menken                    | 1:02                      |
| 14.                       | "A Bracing Cup of Tea" (Score)   | Menken                    | 2:06                      |
| 15.                       | "The West Wing" (Score)          | Menken                    | 2:58                      |
| 16.                       | "Wolves Attack Belle" (Score)    | Menken                    | 3:17                      |
| 17.                       | "The Library" (Score)            | Menken                    | 3:05                      |
| 18.                       | "Colonnade Chat" (Score)         | Menken                    | 2:54                      |
| 19.                       | "The Plague" (Score)             | Menken                    | 0:51                      |
| 20.                       | "Maurice Accuses Gaston" (Score) | Menken                    | 2:01                      |
| 21.                       | "Beast Takes a Bath" (Score)     | Menken                    | 1:21                      |
| 22.                       | "The Dress" (Score)              | Menken                    | 1:01                      |
| 23.                       | "You Must Go to Him" (Score)     | Menken                    | 2:50                      |
| 24.                       | "Belle Stops the Wagon" (Score)  | Menken                    | 2:42                      |
| 25.                       | "Castle Under Attack" (Score)    | Menken                    | 4:20                      |
| 26.                       | "Turret Pursuit" (Score)         | Menken                    | 2:12                      |
| 27.                       | "You Came Back" (Score)          | Menken                    | 5:13                      |
| 28.                       | "Transformations" (Score)        | Menken                    | 4:06                      |
| Tổng thời lượng:          | Tổng thời lượng:                 | Tổng thời lượng:          | 68:34                     |

## Bảng xếp hạng
| Chart (2017)                             | Peak position |
| ---------------------------------------- | ------------- |
| Australian Albums (ARIA)                 | 6             |
| Album Áo (Ö3 Austria)                    | 14            |
| Album Bỉ (Ultratop Vlaanderen)           | 5             |
| Album Bỉ (Ultratop Wallonie)             | 26            |
| Album Canada (Billboard)                 | 7             |
| Album Hà Lan (Album Top 100)             | 44            |
| New Zealand Albums (RMNZ)                | 33            |
| Album Scotland (OCC)                     | 9             |
| South Korean Albums (Gaon)               | 34            |
| South Korean Albums International (Gaon) | 3             |
| Spanish Albums (PROMUSICAE)              | 60            |
| Album Thụy Sĩ (Schweizer Hitparade)      | 29            |
| Taiwanese Albums (Five Music)            | 2             |
| Album Anh Quốc (OCC)                     | 12            |
| Album Anh Quốc Soundtrack (OCC)          | 1             |
| Album Hoa Kỳ Billboard 200               | 3             |
| Album Hoa Kỳ Soundtrack (Billboard)      | 1             |
| US Kid Albums (Billboard)                | 1             |